# Chandragupta II
Chandragupta II "o Grande" ou também Chandragupta Vikramaditya foi o sexto imperador do Império Gupta e sucessor de seu pai Samudragupta, reinou de 380 a 413 sendo considerado o governante mais poderoso da Dinastia Gupta; entendeu os limites do império através de alianças de casamento e conquistas, acredita-se que veio ao trono em 380 e durante 5 anos seu irmão mais velho Ramagupta tenha ocupado o trono.